# سليمان الجعبري
سليمان الجعبري (1912 - 1994): هو المفتي العام للقدس، وُلد بالخليل عام 1912، ودرس بجامعة الأزهر في مصر، تولى منصب الإفتاء عام 1960 خلفاً للشيخ سعد الدين العلمي، وقد توفي الجعبري عام 1994 بمستشفى عين كارم بالقدس عن عمر يناهز ال 82 عاماً.
وقد تولى الجعبري منصب المفتي العام لمدة سنة ونصف.